# 셀리미예 모스크
셀리미예 모스크(튀르키예어: Selimiye Camii)는 오스만 제국 시대에 건설된 모스크 중 하나로, 터키 에디르네에 있다. 황제 셀림 2세의 명으로 건축가 미마르 시난이 1568년부터 1574년에 건설했다.